# Malik Ghulam Muhammad
Malik Ghulam Muhammad (Lahore (Brits-Indië), 20 april 1895 – Lahore (Pakistan), 12 september 1956) was een Pakistaans politicus. Hij was Gouverneur-generaal van Pakistan en de eerste minister van Financiën van het land.

## Levensloop
Muhammad studeerde aan de Aligarh Muslim University. Daarna begon hij te werken als accountant. In 1945 hielp hij bij de oprichting van het bedrijf Mahindra & Mahindra. Het bedrijf is de grootste aanbieder van SUV-wagens in India. 
Na de vorming van Pakistan werd hij vanwege zijn ervaring benoemd als de eerste minister van Financiën van het land. Vanwege zijn slechte gezondheid was hij bijna afgezet door premier Liaquat Ali Khan. 
Na de moord op Liaquat Ali Khan werd deze opgevolgd door de zittende Gouverneur-generaal Khawaja Nazimuddin. Muhammad volgde hem daarna op als Gouverneur-generaal. In deze functie kwam hij regelmatig in botsing met premier Mazimmudin, die de economische problemen van het land niet aankon. In 1953 maakte hij gebruik van zijn grondwettelijke bevoegdheid om de premier te ontslaan. Dit gebeurde nadat Mazimuddin de gouverneur van de provincie Punjab probeerde af te zetten omdat deze niet optrad tegen moslims die aanhangers van de Ahmadiyya-minderheid aanvielen.
Muhammed steunde bij zijn ingreep van 1953 niet op het parlement maar op het leger van Pakistan. Door zijn optreden zien veel historici deze gebeurtenis als het moment vanaf waar militairen – niet gekozen politici – het land regeren en een bovenmatig grote invloed uitoefenen op de ontwikkelingen in de maatschappij.
In 1954 probeerde de volksvertegenwoordiging van Pakistan de grondwet aan te passen om de macht van de Gouverneur-generaal in te perken. Deze ontbond daarop de volksvertegenwoordiging, maar die stapte naar het Hooggerechtshof. Dat kwam met een – niet unaniem – besluit waarin Muhammad in het gelijk werd gesteld. Vanwege gezondheidsredenen trad Muhammad in 1955 af. Hij werd opgevolgd door Iskandar Mirza. 
Als Gouverneur-generaal was Muhammad in 1953 aanwezig bij de kroning van Elizabeth II als koningin.